# Elezioni presidenziali in Mauritania del 2019
Le elezioni presidenziali in Mauritania del 2019 si sono tenute il 22 giugno.

## Risultati
| Candidati                          | Partiti                                                            | Voti    | %     |
| ---------------------------------- | ------------------------------------------------------------------ | ------- | ----- |
| Mohamed Ould Ghazouani             | Unione per la Repubblica - Unione per la Democrazia e il Progresso | 483 312 | 52,01 |
| Biram Dah Abeid                    | Iniziativa per la Rinascita del Movimento Abolizionista - Sawab    | 172 656 | 18,58 |
| Sidi Mohamed Ould Boubacar         | Raggruppamento Nazionale per la Riforma e lo Sviluppo              | 166 058 | 17,87 |
| Kane Hamidou Baba                  | Coalizione Vivere Insieme (MPR - AJD/MR - PLEJ - MPC)              | 80 916  | 8,71  |
| Mohamed Ould Mouloud               | Coalition des forces du changement démocratique (UFP - RFD - UNAD) | 22 695  | 2,44  |
| Mohamed Lemine al-Mourtaji al-Wafi | Indipendente                                                       | 3 676   | 0,40  |
| Totale                             | Totale                                                             | 929 313 | 100   |